# Гори-Стрийовецькі
Го́ри-Стрийове́цькі —село в Україні, у Збаразькій міській громаді Тернопільського району Тернопільської області. Розташоване на півночі району. До 2020 підпорядковане Максимівській сільраді.
Утворене з хуторів.
Населення — 176 осіб (2003).

## Історія
Діяло товариство «Просвіта» (від 1925).
1944 більшовики розстріляли у Горах-Стрийовецьких 27 національно свідомих українських юнаків. На цвинтарі їм спорудж. пам'ятник (1964), 1997 насипано символічну могилу на місці розстрілу.
Через село проходило з'єднання Сидора Ковпака.
12 червня 2020 року, відповідно до Розпорядження Кабінету Міністрів України від  № 724-р «Про визначення адміністративних центрів та затвердження територій територіальних громад Тернопільської області», село увійшло до складу Збаразької міської громади.
19 липня 2020 року, в результаті адміністративно-територіальної реформи та ліквідації Збаразького району, село увійшло до складу новоутвореного Тернопільського району.

## Населення

### Мова
Розподіл населення за рідною мовою за даними перепису 2001 року:
| Мова       | Відсоток |
| ---------- | -------- |
| українська | 97,49%   |
| російська  | 2,01%    |
| польська   | 0,5%     |

## Пам'ятки
- церква Різдва Івана Хрестителя (1936, мурована, УГКЦ),
- церква Покрови Пресвятої Богородиці (1990, кам'яна).

## Відомі люди

### Народилися
- Роман Туринський  — український громадсько-політичний діяч.

## Галерея

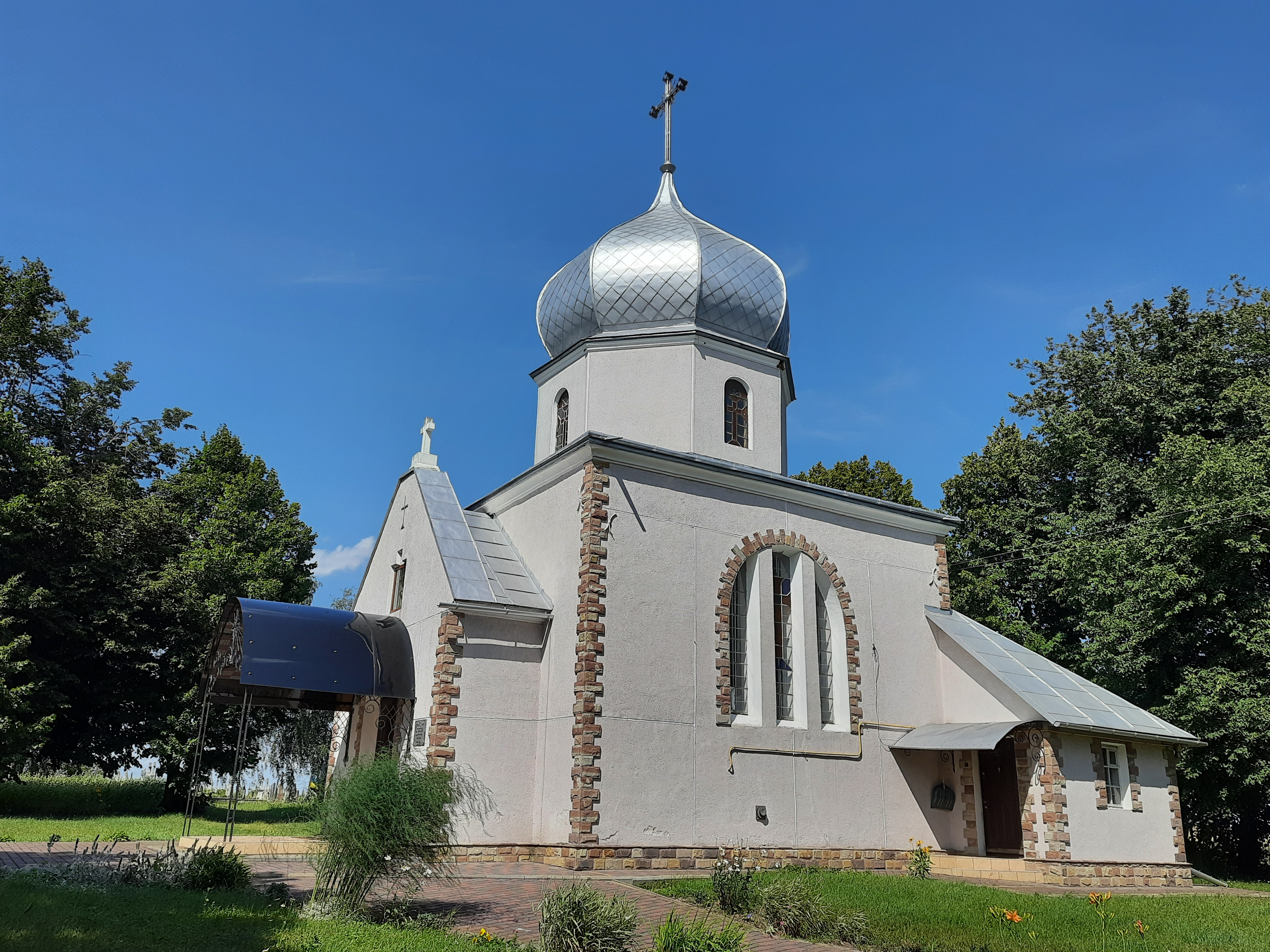
Церква Різдва Івана Хрестителя
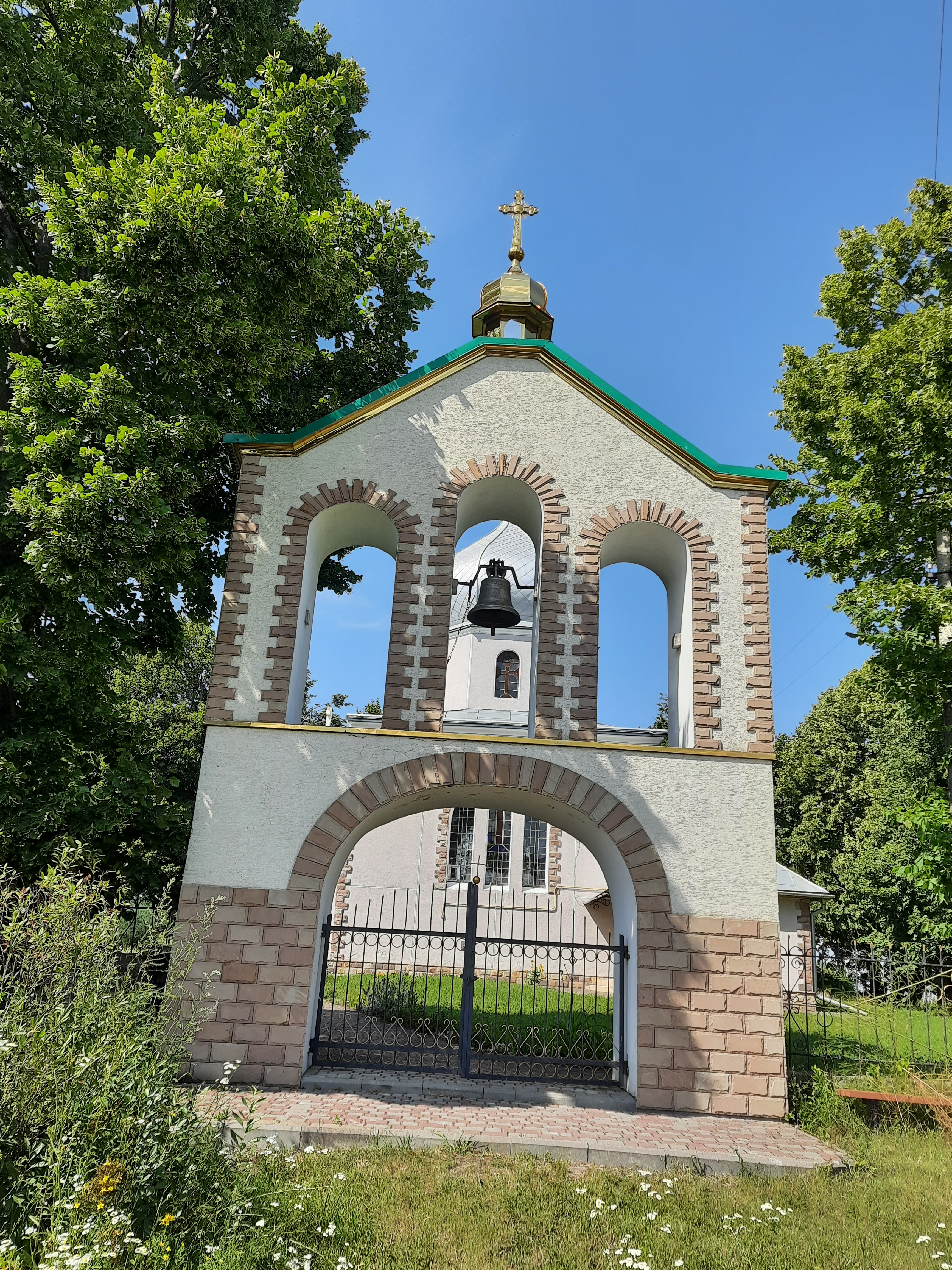
Церковна дзвіниця
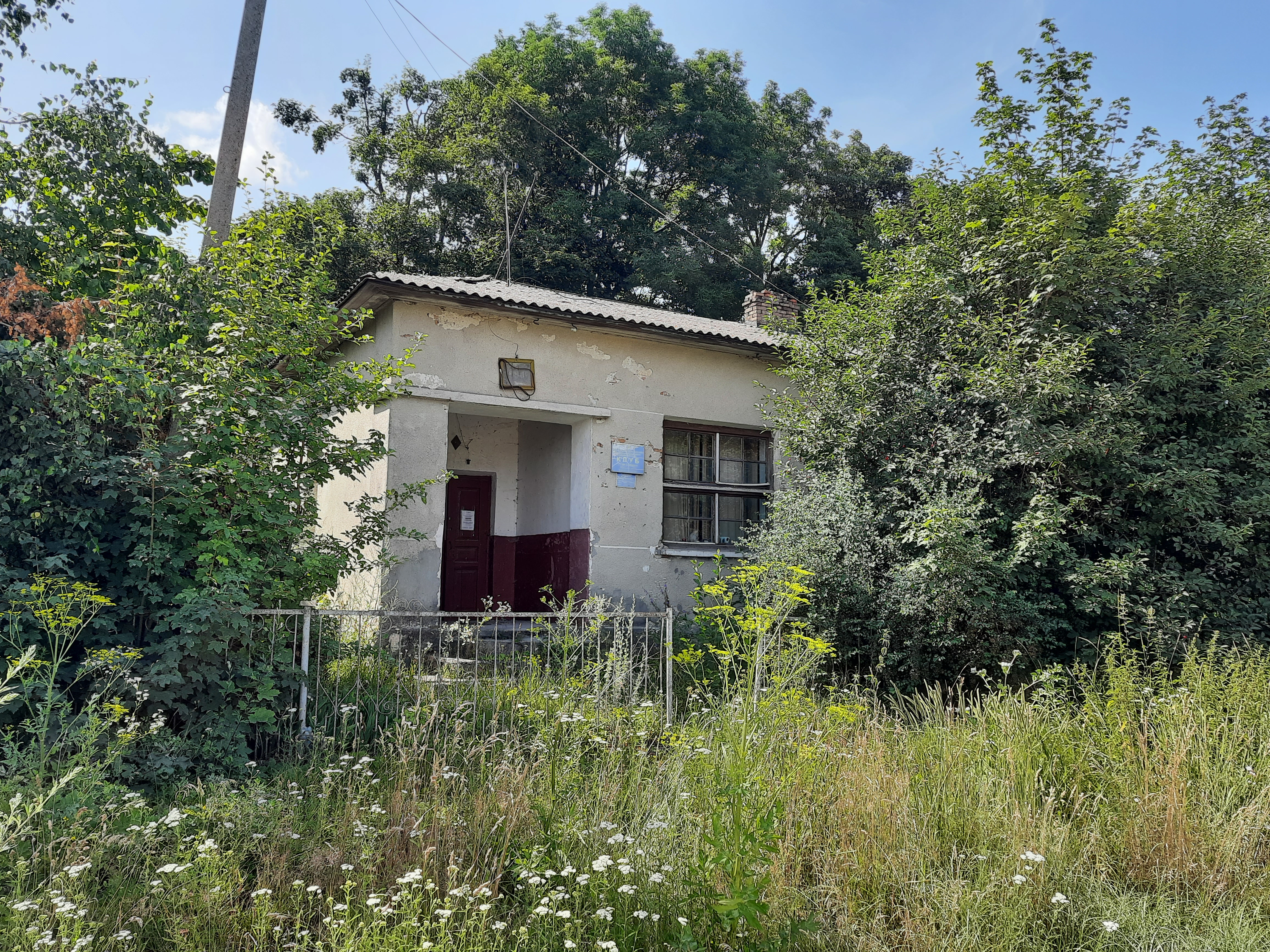
Клуб
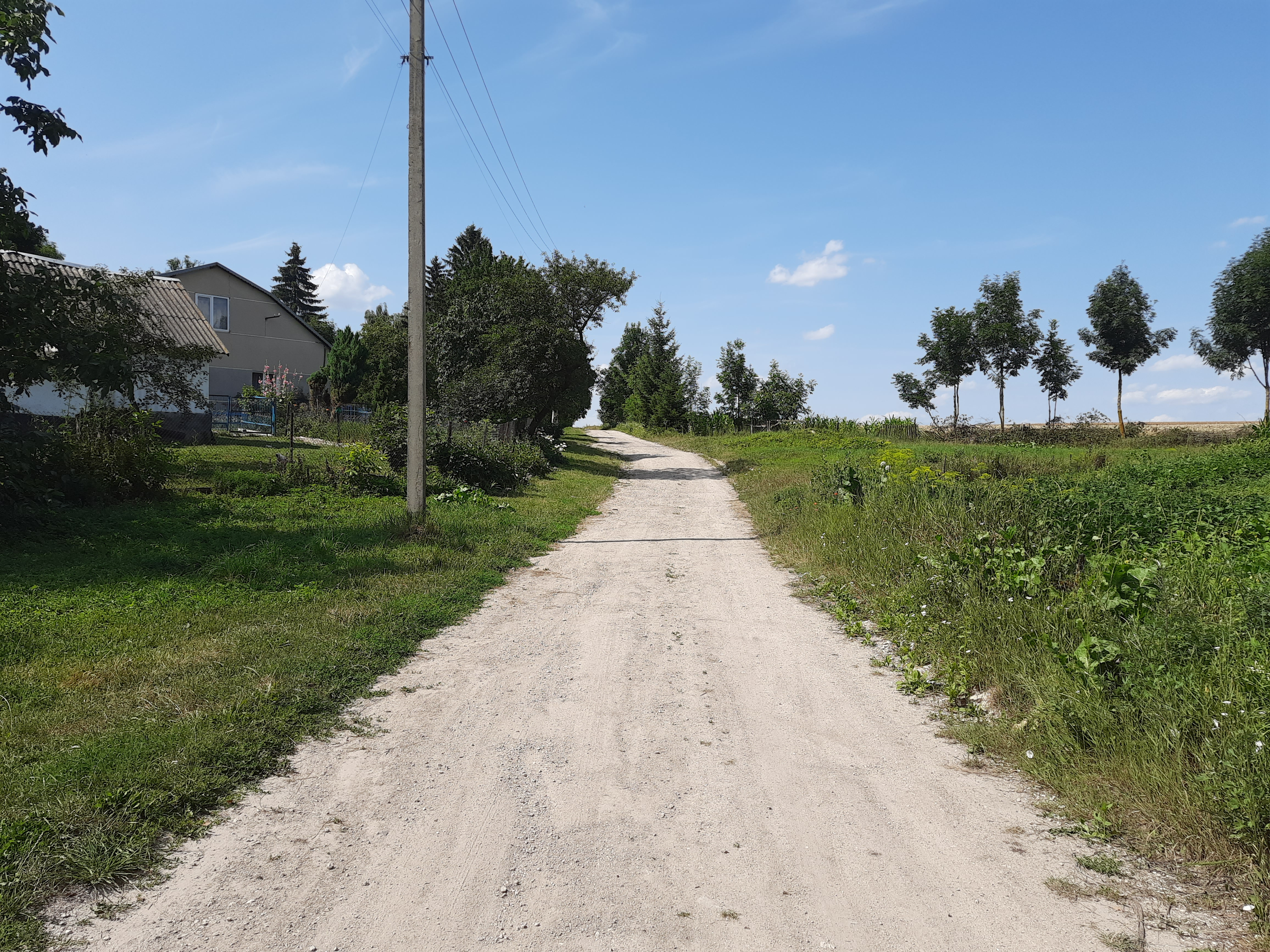
Сільський пейзаж.